# Rosquilla (indumentaria)

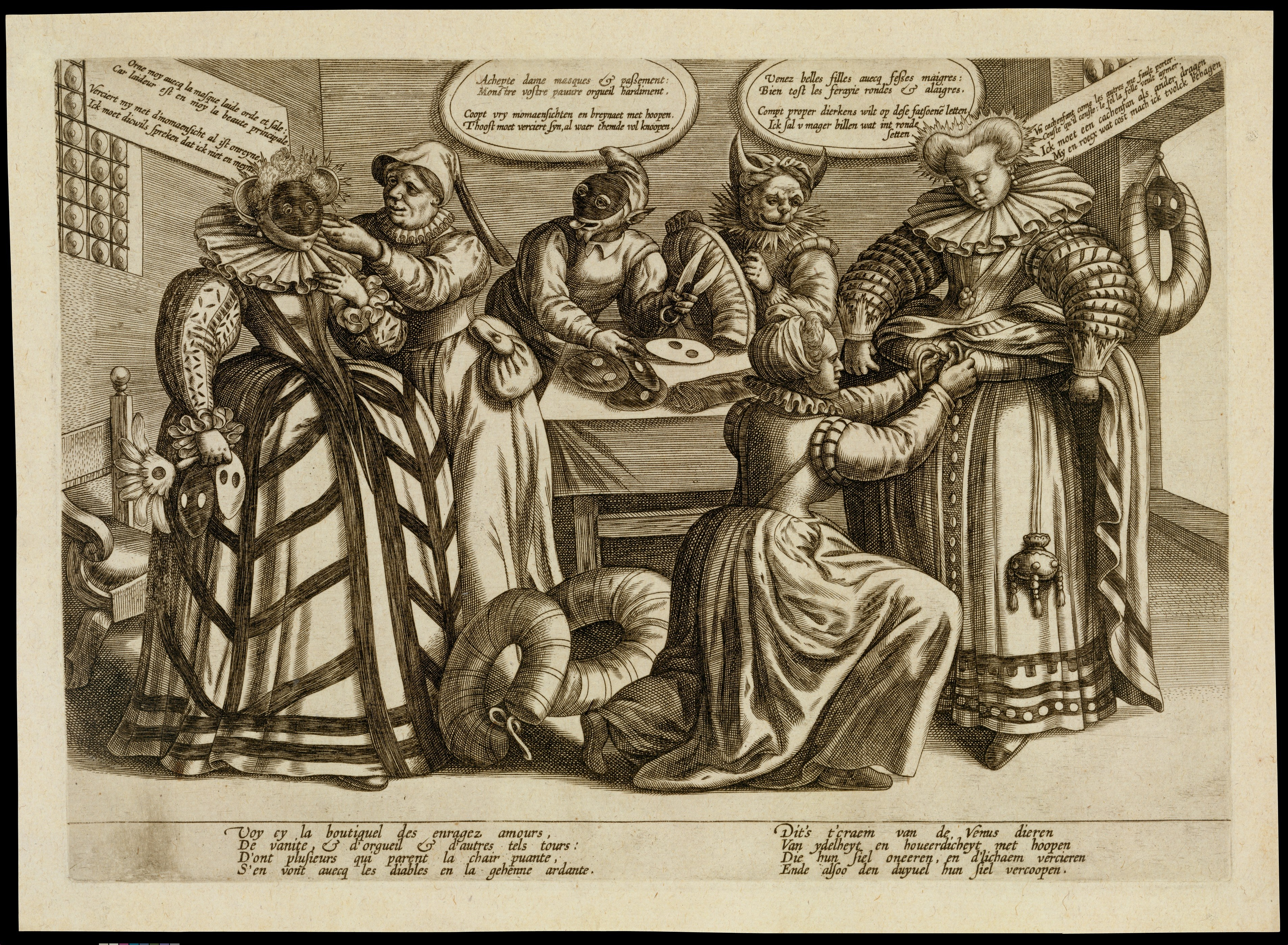
Representación de hacia 1600 con dos damas ataviándose para un baile de máscaras, donde se ve a una sirvienta colocando la rosquilla bajo la falda a su señora.

La rosquilla o rosca, llamada en alemán weiberspeck, también vertugadin, o simplemente speck (literalmente, tocino), en francés bourrelet y en inglés farthingale fue una pieza interior de relleno para las faldas desde mediados del siglo XVI a mediados del XVII, en forma de aro de cuero o tela relleno de lana, algodón o borra (corcho desmenuzado) que las mujeres ataban alrededor de las caderas debajo de la falda exterior para aportarle amplitud. 
Su origen surge de la moda española, que debido al poder económico y político alcanzado por España entonces se convirtió en el estilo de moda cortesano también del resto de Europa durante el Renacimiento y el Barroco, entre 1530 y la Guerra de los Treinta Años. La figura femenina se ceñía a una estructura geométrica que anulaba sus formas, con un corpiño ceñido y cerrado sobre un corsé de planchas de plomo que anulaba el pecho para mostrar un torso plano y una falda acampanada que caía lisa sobre un armazón cónico de tela con aros de metal o mimbre llamado verdugado.
En Francia el verdugado acabó adoptando una forma más ancha y horizontal denominándose vertugadin en bourrelets (en alemán: Tugendwächterwulst), porque debajo de la pieza, que estaba parcialmente rellena de estopa, un embarazo, especialmente el resultado de un indiscreto escarceo, podía ocultarse más tiempo. La rosquilla, mucho más cómoda y menos aparatosa, fue sobre todo un fenómeno burgués, mientras la nobleza mantuvo más tiempo las faldas sobre armazones con aros. Incluso entre las clases menos acomodadas, la rosquilla se extendió exitosamente. 

## Algunos ejemplos

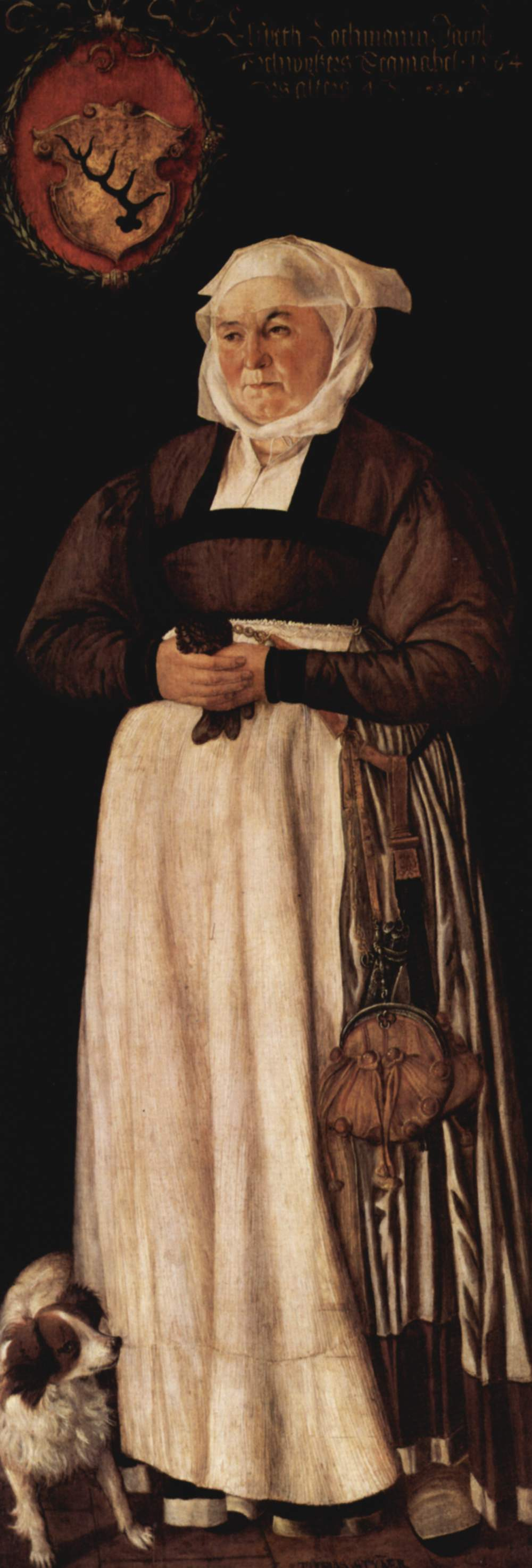
Mujer con rosquilla (1564).
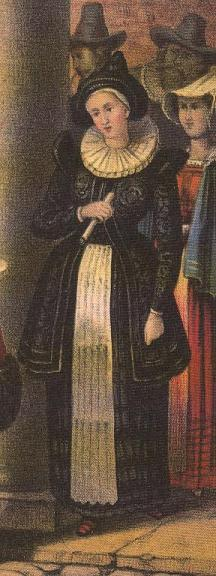
Rosquilla en trajes tradicionales de Bremen (antes de 1618).